# 頂田心子
頂田心子，原寫為頂田心仔，位於台灣新北市泰山區東部，範圍大致包括泰友里貴子坑大排以東部分、義仁里貴子坑大排以東不含坡雅頭以西及新北大道以東貴子坑大排支流以北部分、福興里貴子坑大排以南部分、楓樹里南端部分。

## 歷史
台灣清治末期至日治前期，頂田心子地區為一街庄，稱為「頂田心仔庄」，隸屬於八里坌堡。該庄北與山腳庄為鄰，東北一小段與楓樹腳庄為鄰，東與中港厝庄為鄰，南邊為海山頭庄，西南邊一小段與崎仔腳庄為界，西邊為義學庄。
1920年（日治大正九年），該庄改制並雅化為「頂田心子」大字，隸屬於臺北州新莊郡新莊街，大字下有「田心子」、「坡子頭」、「磚子厝」小字名。戰後新莊街改制為新莊鎮，隸屬於臺北縣，大字亦改制為里。1950年3月泰山、新莊分治，頂田心子地區改隸屬於新成立的泰山鄉，分別劃入明志村、義學村、山腳村、楓樹村。1982年，山腳村明志路以東地區拆分出福泰村。1991年6月，義學村明志路以東地區拆分出義仁村，明志村明志路以東地區拆分出泰友村。2006年2月，福泰村福泰街以南地區拆分出福興村。2010年12月臺北縣改制為新北市，泰山鄉改制為泰山區，村再度改制為里。

## 交通
省道台1線大致以東北—西南走向經過本地區中西部，往東北轉東可經新莊、三重前往臺北、基隆，往西南可前往桃園、新竹及中南部地區。縣道106號經過本地區東北端，往東南經新海橋可前往板橋、中和、新店、深坑、平溪及瑞芳等地，往西北可前往林口。